# سهم ضمان

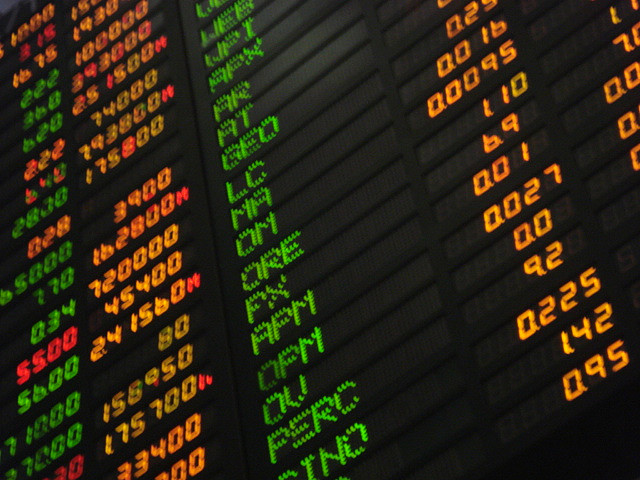

أسهم الضمان هي حق قانوني يمنحه المدين للدائن للتحكم في بعض ممتلكات المدين (يشار إليها عادةً باسم الضمانات) والذي يمكّن الدائن من اللجوء إلى العقار إذا تخلف المدين في سداد أو أداء التزاماته. أحد الأمثلة الأكثر شيوعًا على أسهم الضمان هو الرهن: عندما يتعهد الشخص من خلال الوثائق بدفع مبلغ معين من المال تبعًا لشروط معينة في تاريخ أو عدة تواريخ مذكورة، تعتبر هذه الأوراق تبادلًا بين الأموال الأصلية والصك المكتوب. إن إجراء التعهد هذا ينقل وعدًا ملزِمًا للراهن، ما يخلق قيمة اسمية للصك تساوي العملة المطلوبة مقابل ذلك. يقدم الصك للبنك بدلًا من العملة المحلية لشراء منزل على سبيل المثال. عادةً ما تطلب القوانين البنكية من بنوك الدولة تقديم مثل هذه الأموال التي تحمل قيمة قابلة للتداول إلى البنك الرئيسي في تلك الدول كما هو الحال في كندا. يؤدي ذلك إلى إنشاء أسهم ضمان للأرض التي أقيم عليها البيت لصالح البنك ويقومون بإضافة ملاحظات في سندات ملكية الأراضي كدليل على صحة هذه الأسهم. إذا فشل الراهن في الوفاء بوعده لسداد الدين يتقدم حينها البنك بطلب إلى المحكمة لحجز الممتلكات الخاصة به وبيع المنزل في النهاية من أجل تحصيل الدين.
على الرغم من أن معظم أسهم الضمان تنشأ بالاتفاق بين الطرفين، فمن الممكن أيضًا أن تنشأ أسهم الضمان أيضًا خلال تطبيق القانون. على سبيل المثال: يملك الميكانيكي الذي يقوم بإصلاح السيارات في العديد من الدساتير القضائية امتيازًا على السيارة يعادل تكلفة الإصلاح. ينشأ هذا الامتياز عن طريق تطبيق القانون في غياب أي اتفاق مسبق بين الطرفين.
تُمنح معظم أسهم الضمان من قبل الشخص الذي يمتلك العقار لتأمين مديونيته الخاصة. ولكن من الممكن أيضًا أن يمنح الشخص ضمانًا على ممتلكاته كضمان لديون شخص آخر (غالبًا ما يطلق عليه اسم ضمان من قبل طرف ثالث). لذلك قد يمنح الوالد تأمين بناء على منزله لدعم قرض عمل قدمه أحد أولاده. وتعمل معظم مصالح الضمان لتأمين الديون أو غيرها من الالتزامات المالية المباشرة. لكن يمنح الضمان في بعض الأحيان لتأمين التزام غير مالي. على سبيل المثال: قد يضمن تعهد الأداء في عملية البناء إنجاز أداء مرضي للالتزامات غير المالية.
تختلف أسهم الضمان والحقوق التي تُمنح من بلد إلى آخر.

## مبدأ العمل
يأخذ الدائن أسهم ضمان لتحصيل حقوقه في حال تخلف المدين عن الالتزام. وفي حال إفلاس المدين يكون للدائن الذي يملك أسهم ضمان الأسبقية في عملية التوزيع على الدائنين الذين لا يملكون أي ضمانات.
توجد أسباب أخرى تجعل الأشخاص يطلبون ضمانًا على الأصول. يقوم المساهمون في اتفاقيات المساهمة التي تضم طرفين (مثل مشروع مشترك) في بعض الأحيان بضمان أسهمهم لصالح الطرف الآخر كضمان على أداء التزاماته بموجب الاتفاقية لمنع المساهم الآخر من بيع أسهمه إلى طرف ثالث. قد تفرض البنوك في بعض الأحيان رسومًا عائمة على الشركات بشكل ضمانات (ليس لسداد ديونها الخاصة وإنما لضمان عدم قيام أي بنك آخر بإقراض الشركة)، وبالتالي يكاد يكون قبول الرسوم العائمة بمثابة منح حق احتكار لصالح البنك على قروض للشركة.
يشكك بعض علماء الاقتصاد في فوائد أسهم الضمان والإقراض المضمون بشكل عام. يقول المؤيدون إن ضمان الأسهم يقلل من مخاطرة المقرض في خسارة أمواله، ويسمح الضمان للمقرض بفرض فائدة منخفضة ما يقلل من حجم دين المقترض. على سبيل المثال: تكون أسعار الفائدة لقرض الرهن العقاري (الذي يضمن من خلال رهن العقار الحقيقي) أقل بكثير من ديون بطاقة الائتمان (حيث قد لا يوجد أي ضمان على الإطلاق أو من الممكن إخفاء هذا الضمان بسهولة).
يقول منتقدو هذه القوانين أن الدائنين ذوي أسهم الضمان يمكنهم تدمير الشركات التي تعاني من صعوبات مالية في حين أنها قد تعود للانتعاش وتكون مربحة. قد يسيء المقرضون التصرف بسبب الخوف ويستخدمون صكوك الضمان في وقت مبكر ليستعيدوا أموالهم ويجبرون الشركة على الإفلاس. ينص المبدأ العام لمعظم أنظمة العسر المالي على وجوب معاملة الدائنين بشكل متساوي وعدم إعطاء الدائنين الذين يملكون أسهم ضمان الأفضلية لأنه يزيد احتمال حدوث التعسر المالي.
تشير انتقادات نظام أسهم الضمان أيضًا إلى أنه وعلى الرغم من أن الدائنين الذين لا يمتلكون أي ضمانات سيتلقون مبالغ أقل عند حدوث تعسر مالي إلا أنهم يجب أن يكونوا قادرين على تعويض خسارتهم من خلال فرض سعر فائدة أعلى. ومع ذلك ونظرًا إلى أن العديد من الدائنين الذين لا يملكون أسهم ضمان غير قادرين على تعديل أسعار الفائدة الخاصة بهم ورفعها، فإن الشركة تستفيد من فوائد الائتمان الأرخص على حساب هؤلاء الدائنين الذين ليس لديهم أسهم ضمان. ويحدث بذلك تحويل للقيمة من هذه الأطراف إلى المقترضين ذوي أسهم الضمان.

## أنواع أسهم الضمان
توجد بموجب القانون الإنجليزي ومعظم المحاكم القضائية العاملة بموجبه (تستثنى الولايات المتحدة الأمريكية) تسعة أنواع رئيسية من أسهم الضمان:
1. الرهن العقاري الحقيقي.
2. الرهن العقاري العادل.
3. الرهن القانوني.
4. رسوم منصفة ثابتة أو فاتورة بيع.
5. رسوم منصفة عائمة.
6. تعهد.
7. حق الحجز القانوني.
8. رهن منصف.
9. إيصال أو رهن الثقة.

طورت الولايات المتحدة أيضًا قوانين البيع المشروط للممتلكات الشخصية كشكل آخر من أشكال أسهم الضمان، لكنه أصبح الآن قديمًا وغير مستخدم. 
تصنف أسهم الضمان في القانون العام إما على شكل حيازة أو غير حيازة ويتوقف ذلك على حاجة الطرف المُؤمَّن فعليًا إلى حيازة الضمان. إذ تنشأ عن طريق الاتفاق بين الطرفين (عادةً عن طريق تنفيذ اتفاقية الضمان) أو عن طريق اللجوء إلى القانون.
كان تطور قانون أسهم الضمان غير الحيازية في الممتلكات الشخصية معقدًا وغير منتظم. إذ كان يُعتبر نقل أسهم الممتلكات الشخصية دون نقل الملكية على الفور بموجب الأحكام النهائية في قضية (توين) وسيلة احتيال لأنه سوف يمضي أكثر من 200 سنة قبل الاعتراف بأسهم الضمان واعتبارها شرعية.

## أنواعها
يمكن أن تؤخذ أسهم الضمان على أي نوع من الممتلكات. يقسم القانون الملكية إلى فئتين: الممتلكات الشخصية والممتلكات العقارية. الممتلكات العقارية هي الأراضي والمباني الملحقة بها والحقوق التي تتعلق بالأراضي. وتعرف الممتلكات الشخصية على أنها أي ممتلكات غير الممتلكات العقارية.

### الرهن الحقيقي القانوني
ينشأ الرهن العقاري القانوني عندما تنقل الأصول إلى الطرف المدين كضمان للالتزامات مع مراعاة الحق في إعادة نقل الأصول عند تنفيذ الالتزامات. يشار إلى هذا الحق باسم (الحق في فك الرهن). اتخذت القوانين موقفًا مبهمًا من الأحكام التي قد تعيق حق إعادة تحويل الأصول (تعيق حقوق الاسترداد) على الرغم من أن التعاملات أصبحت أكثر راحة في السنوات الأخيرة فيما يتعلق بالمعاملات المالية المتطورة.

### الرهن العقاري المنصف
يمكن أن ينشأ الرهن العقاري العادل بطريقتين مختلفتين: إما كرهن عقاري قانوني لم يبرم بشكل مثالي خلال نقل الأصول، أو عن طريق إنشاء رهن عقاري عادل بشكل محدد.
يمكن أن يؤدي مجرد إيداع مستندات الملكية بموجب قوانين بعض المحاكم القضائية إلى إنشاء رهن منصف. ألغي هذا القانون فيما يتعلق بالأراضي الآن في المملكة المتحدة، رغم أنه لا يزال من الممكن في العديد من المحاكم القضائية رهن أسهم الشركة عن طريق إيداع شهادات الأسهم بهذه الطريقة.